# Тронин, Андрей Васильевич
Андре́й Васи́льевич Тро́нин (26 сентября 1901, Глазовский уезд, Вятская губерния — 14 ноября 1977, Ижевск) — советский государственный деятель, председатель Совета Народных Комиссаров и Совета Министров Удмуртской АССР (1938—1948).

## Биография
Родился в деревне Селигурт в крестьянской семье.
В 1920—1923 годах служил в Красной армии и участвовал в военных действиях против армии А. В. Колчака в Сибири, по свидетельству его сына Аркадия Тронина: «с боями дошел до Омска». В 1925—1928 годах работал председателем исполкома Кузьмовырского сельсовета Зуринского ёроса (района) Удмуртской автономной области, в 1929—1931 — председателем исполкома Совета рабочих, крестьянских и красноармейских депутатов Зуринского ёроса.
В 1932—1933 годах — заместитель заведующего земельным управлением Удмуртского облисполкома, в 1933—1934 годах — председатель исполкома Балезинского районного Совета, в 1935—1937 годах — управляющий делами Совнаркома УАССР, в 1935—1937 годах — нарком здравоохранения УАССР, заведующий культпросветотделом Удмуртского обкома ВКП(б).
С 30 октября 1937 по 10 июня 1948 года — председатель Совета Народных Комиссаров УАССР (с 1946 года — Совета Министров). Во время Великой Отечественной войны руководил работой промышленности, транспорта, сельского хозяйства, эвакуированных предприятий, принимал участие в организации строительства железной дороги Ижевск-Балезино в 1941—1944 годах. В 1944 году был назначен уполномоченным Государственного Комитета Обороны по заготовке, вывозке и поставке крепёжного леса для угольной и горнорудной промышленности, а также дров для железной дороги по Удмуртской АССР.
По словам его сына Аркадия Тронина: «В 1948 году, оставив высокую должность, отец развелся с мамой и уехал из Ижевска. В те времена такое поведение считалось недопустимым, и он не хотел лишних пересудов. После 1948 года отец возглавлял лесхозы в разных районах республики».
В последующие годы работал директором лесхозов в городе Осташков Калининской области, в рабочем посёлке Кизнер и в городе Воткинск УАССР.
Образование А. В. Тронин получил в 1913—1915 годах в Зуринском двухклассном училище, а при Советской власти на курсах совпартработников в Глазове, Горьком и Ленинградских курсах Министерства сельского хозяйства СССР.
Избирался депутатом (от Удмуртской АССР) Совета Союза Верховного Совета СССР 1-го (1937—1946) и 2-го (1946—1950) созывов, депутатом Верховного Совета УАССР и Ижевского городского Совета.
Дочь - Апполинария Андреевна Тронина (в замужестве Пинская), инженер-физик.
Сын — Арсений Андреевич Тронин, военный врач.
Сын — Аркадий Андреевич Тронин, доктор исторических наук, профессор исторического факультета Удмуртского госуниверситета.
Дочь - Алевтина (?), умерла в детстве от скарлатины.

## Награды
- орден Ленина
- орден Отечественной войны I степени[4].

## Комментарии
1. ↑  Деревня Селигурт, относившаяся к Игринской волости Глазовского, Дебёсского уездов, с 1924 года — к Зуринской волости Дебёсского, Глазовского уездов, в последующем входила в состав Кузьмовырского, Гереевского, Кабачигуртского сельсоветов Игринского района Удмуртской АССР; не сохранилась, ныне — урочище в Игринском районе Удмуртии[1].